# Danh sách vệ tinh tự nhiên trong Hệ Mặt Trời

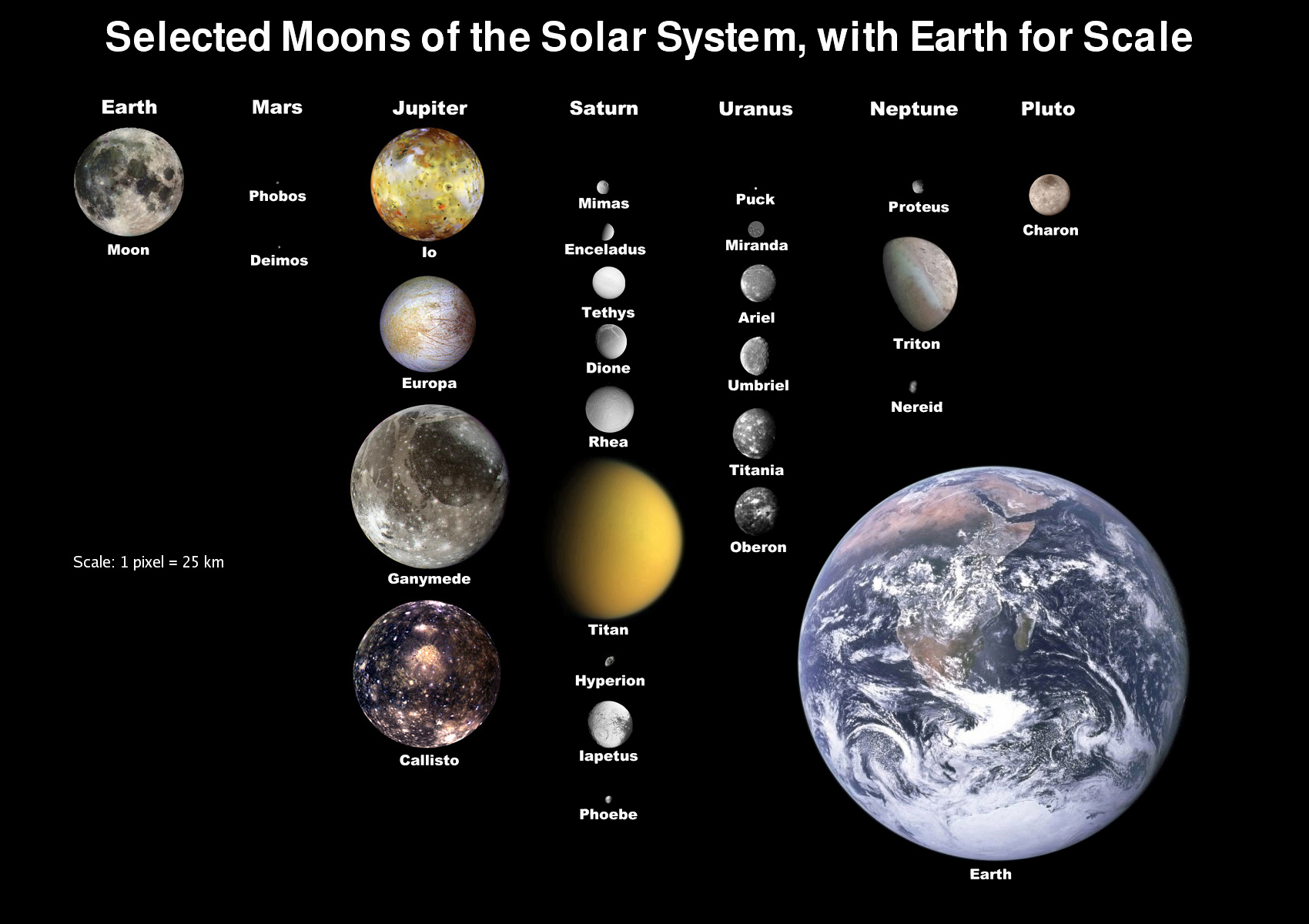
Một số vệ tinh tự nhiên (với quy mô Trái Đất). 19 vệ tinh đủ lớn để có hình cầu và chỉ Titan mới có bầu khí quyển riêng.

Các vệ tinh tự nhiên trong Hệ mặt trời gồm 219 vệ tinh tự nhiên quay quanh một hành tinh hoặc hành tinh lùn. Có khoảng 345 vật thể quay xung quanh các hành tinh vi hình (chúng được gọi là các vệ tinh hành tinh vi hình). Trong số các vệ tinh này, chỉ có 19 vệ tinh có khối lượng đủ lớn để có được hình dạng hình cầu dưới tác dụng của trọng lực của chính nó.
Tùy thuộc vào đặc điểm của quỹ đạo của nó, một vệ tinh tự nhiên có một trong hai loại sau:
- Vệ tinh thông thường: chuyển động thuận trên một quỹ đạo gần với xích đạo của hành tinh mà nó quay quanh;
- Vệ tinh dị hình: chuyển động thuận hoặc nghịch, trong quỹ đạo thường nghiêng ở một góc cao hơn so với mặt phẳng xích đạo của hành tinh đó. Nguồn gốc của các vệ tinh dị hình có lẽ được giải thích bởi sự tồn tại của các hành tinh vi hình đã bị hút bởi lực hấp dẫn của các hành tinh. Hầu hết các vệ tinh dị hình có đường kính dưới 10 km.
- Phát hiện đầu tiên về vệ tinh được thực hiện bởi Galileo, vào năm 1610, ông đã quan sát thấy 4 vệ tinh quay quanh Sao Mộc; ngày nay chúng được gọi là vệ tinh Galileo. Trong ba thế kỉ tiếp theo, rất ít vệ tinh được phát hiện. Các sứ mệnh không gian đến các hành tinh khác trong những năm 1970, bao gồm Voyager 1 và 2, làm tăng số lượng vệ tinh được phát hiện. Các quan sát từ năm 2000, chủ yếu sử dụng kính viễn vọng quang học mặt đất lớn, đã phát hiện ra nhiều vệ tinh hơn, tất cả đều có hình dạng dị hình.

## Số lượng vệ tinh của từng thiên thể

Đại diện trên quy mô của một số vệ tinh, hành tinh vi hình và sao chổi của Hệ Mặt trời.

Số lượng khám phá vệ tinh hàng năm kể từ 1600

| Hành tinh  | Sao Thủy | Sao Kim | Trái Đất | Sao Hỏa | Sao Mộc | Sao Thổ | Sao Thiên Vương | Sao Hải Vương | Tổng |
| ---------- | -------- | ------- | -------- | ------- | ------- | ------- | --------------- | ------------- | ---- |
| Số vệ tinh | 0        | 0       | 1        | 2       | 79      | 82      | 27              | 14            | 207  |

| Hành tinh lùn | Ceres | Sao Diêm Vương | Haumea | Makemake | Eris | Tổng |
| ------------- | ----- | -------------- | ------ | -------- | ---- | ---- |
| Số vệ tinh    | 0     | 5              | 2      | 1        | 1    | 9    |

### Sao Thủy
Sao Thủy, hành tinh nhỏ và gần Mặt Trời nhất, không có vệ tinh tự nhiên. Trong một khoảng thời gian, người ta tin rằng nó có một vệ tinh, nhưng giả thuyết này đã bị bác bỏ sau cuộc thăm dò MESSENGER vào giữa năm 2011-2015.

### Sao Kim
Sao Kim cũng không có mặt trăng, mặc dù các báo cáo trong thế kỉ XVII cho thấy có một mặt trăng xung quanh Sao Kim.

### Trái Đất
Trái Đất chỉ có một vệ tinh tự nhiên là Mặt trăng. Đây là vệ tinh lớn nhất trong tất cả các vệ tinh đất đá của Hệ Mặt trời. Ngoài ra, Trái Đất có ít nhất hai vật thể cùng quỹ đạo là tiểu hành tinh 3753 Cruithne và 2002 AA29 ; tuy nhiên, chúng không trực tiếp quay xung quanh Trái Đất, nên chúng không được coi là vệ tinh (xem thêm các vệ tinh giả thuyết của Trái Đất và các vệ tinh bán nguyệt).

### Sao Hỏa
Sao Hỏa có hai vệ tinh tự nhiên quay xung quanh, gồm Phobos và Deimos. Việc tìm kiếm các vệ tinh khác đã không thành công.

### Sao Mộc
Sao Mộc có 97 vệ tinh tự nhiên đã biết, trong đó 60 vệ tinh được xác nhận và đánh số, trong đó có 51 vệ tinh được đặt tên. Sao Mộc có 8 vệ tinh được đặt tên là Galileo, Sao Mộc có một nhóm vệ tinh khác được gọi là Amalthea, những vệ tinh trong nhóm này được đặt theo tên những người yêu của Zeus, tương tự với Jupiter của Hy Lạp. 61 vệ tinh dị hình của nó có hai loại, chuyển động thuận hoặc nghịch . Hầu như tất cả các vệ tinh chuyển động thuận thuộc về nhóm Himalia, với ngoại lệ hai vệ tinh riêng biệt. Các vệ tinh chuyển động nghịch trong nhóm Carme, Ananke hoặc Pasiphae, một số mặt trăng còn lại thì cách nhau một khoảng cách nhất định.

### Sao Thổ
Sao Thổ có 274 vệ tinh tự nhiên được biết đến; 53 trong số đó đã nhận được đặt tên và đã xác nhận quỹ đạo. Hầu hết chúng đều khá nhỏ. Ngược lại, có 7 vệ tinh đủ lớn để đạt được trạng thái cân bằng thủy tĩnh. Trong số này, Titan là vệ tinh lớn thứ hai trong Hệ Mặt trời. Ngoài ra, 24 vệ tinh được đặt tên theo câu chuyện thần thoại về Người khổng lồ hoặc các nhân vật khác gắn liền với thần thoại của Saturnus. 38 vệ tinh còn lại có kích thước tương đối nhỏ, hình dạng dị hình được phân loại theo đặc điểm quỹ đạo của vệ tinh trong các nhóm Inuit, Bắc Âu(Scandinavi) hoặc Celtic (Gaulish), tên của chúng bắt nguồn từ các thần thoại tương ứng. Các nhà thiên văn đã phát hiện ra một tập hợp 20 mặt trăng mới quay quanh Sao Thổ, nâng tổng số mặt trăng của nó lên 82. Các mặt trăng mới được phát hiện nhờ công lao của kính viễn vọng Subaru đặt trên đỉnh Maunakea, Hawaii. Mỗi mặt trăng mới được phát hiện trong quỹ đạo bay quanh sao Thổ có đường kính khoảng 5 km, 17 trong số này lại có quỹ đạo quay ngược, 3 còn lại quay cùng chiều với sao Thổ. Phát hiện mới này được thực hiện bằng cách áp dụng các thuật toán mới đối với các dữ liệu thu thập được từ năm 2004 đến 2007 qua kính viễn vọng Subaru.
Các vành đai của Sao Thổ bao gồm các vật thể băng giá có kích thước dao động từ một centimet đến vài trăm mét, mỗi vành đai có quỹ đạo riêng. Do đó, rất khó để ước tính chính xác số vệ tinh của Sao Thổ, vì không có định nghĩa khách quan để phân biệt vô số vật thể vô danh nhỏ tạo thành các vòng và các vật thể lớn hơn hiện đã được xác nhận bởi khoa học. Có ít nhất 150 "vệ tinh nhỏ" trong các vành đai, được phát hiện bởi các nhiễu loạn mà chúng gây ra trên các mảnh vỡ xung quanh, nhưng người ta cho rằng chỉ một phần nhỏ trong số đó được xác định chính xác.

### Sao Thiên Vương
Sao Thiên Vương có 28 vệ tinh tự nhiên được đặt tên, trong số đó, 5 vệ tinh đủ lớn để đạt được trạng thái cân bằng thủy tĩnh. Có 13 vệ tinh xuất hiện trên quỹ đạo bên trong các vòng Thiên vương tinh (các vệ tinh bên trong hoặc bên trong) và 9 vệ tinh dị hình, trong quỹ đạo ở bên ngoài (các vệ tinh bên trong hoặc ngoài). Không giống như hầu hết các vệ tinh tự nhiên đều có tên từ thời cổ đại, tất cả các mặt trăng của Sao Thiên Vương đều đề cập đến các nhân vật trong Giấc mơ đêm hè của William Shakespeare và bài thơ Vòng tóc. Sau đó bị loại bỏ khỏi Alexander Pope.

### Sao Hải Vương
Sao Hải Vương có 16 vệ tinh tự nhiên, trong đó có một vệ tinh chưa được đặt tên. Triton có diện tích lớn nhất, chiếm hơn 99,5% tổng khối lượng trên quỹ đạo quanh hành tinh. Triton đủ lớn để đạt đến trạng thái cân bằng thủy tĩnh, nhưng không giống như các vệ tinh lớn khác, nó có quỹ đạo nghịch, cho thấy nó đã quay quanh hành tinh này trong một thời gian dài . Sao Hải Vương cũng có 6 vệ tinh bên trong có hình dạng thông thường và 6 vệ tinh bên ngoài có dạng dị hình.

### Sao Diêm Vương
Sao Diêm Vương có 5 vệ tinh tự nhiên. Lớn nhất là Charon, được đặt theo tên của người bắt linh hồn của sông Styx, có đường kính lớn hơn một nửa đường kính của Sao Diêm Vương. Nó lớn đến mức điểm quỹ đạo của nó nằm trên bề mặt Sao Diêm Vương. Thật vậy, nó trông giống hai thiên thể quay quanh nhau, tạo thành một hệ nhị phân (không chính thức gọi là hành tinh lùn đôi). Bốn vệ tinh khác, Nix, Hydra, Kerberos và Styx, nhỏ hơn nhiều và có quỹ đạo được phát hiện trong hệ thống Sao Diêm Vương-Charon .

### Các hành tinh lùn và nhỏ khác
Ceres không có vệ tinh tự nhiên được biết đến. Chắc chắn 90% rằng Ceres không có mặt trăng lớn hơn đơn vị 1.0, được giả hành như một suất phản chiếu tương tự như của Ceres.
Haumea có hai vệ tinh tự nhiên: Hiʻiaka và Namaka, với bán kính xấp xỉ 195 và 100 km.
Makemake có một vệ tinh tự nhiên, được phát hiện vào tháng 4 năm 2016 và được đặt tên là S/2015 (136472) 1  bởi người phát hiện ra nó.
Eris có một vệ tinh tự nhiên: Dysnomia. Việc xác định chính xác kích thước của tiểu hành tinh này là khá khó khăn, ước tính bán kính của nó vào khoảng 257 ± 100 ; Một số giả thuyết cho rằng bán kính lên tới 342 ± 25 .
90482 Orcus của Vành đai Kuiper, một ứng cử viên cho phân loại tiểu hành tinh lùn, có một vệ tinh tự nhiên được phát hiện vào năm 2005, và sau đó được đặt tên là Vanth.
Vào tháng 3 năm 2018, đã phát hiện tổng cộng khoảng 345 vệ tinh hành tinh vi hình, 69 vật thể gần Trái Đất, 27 aréocroiseurs, 155 trong vành đai tiểu hành tinh, 4 thiên thể Troia của sao Mộc và 90 thiên thể bên ngoài Sao Hải Vương .

## Bảng chi tiết
| Vệ tinh tự nhiên của Trái Đất | Vệ tinh tự nhiên của Sao Hỏa | Vệ tinh tự nhiên của Sao Mộc | Vệ tinh tự nhiên của Sao Thổ | Vệ tinh tự nhiên của Sao Thiên Vương | Vệ tinh tự nhiên của Sao Hải Vương | Vệ tinh tự nhiên của Sao Diêm Vương | Vệ tinh của Haumea | Vệ tinh của Makemake | Vệ tinh Eris |

| Hình ảnh                  | Hành tinh quay quanh | Mã số        | Tên               | Bán kính trung bình (km) | Trục bán chính (km) | Chu kỳ quỹ đạo (d) (r = thoái hóa) | Năm phát hiện | Phát hiện bởi                                                                  | Ghi chú                                                              | Nguồn                       |
| ------------------------- | -------------------- | ------------ | ----------------- | ------------------------ | ------------------- | ---------------------------------- | ------------- | ------------------------------------------------------------------------------ | -------------------------------------------------------------------- | --------------------------- |
|                           | Trái Đất             | I (1)        | Mặt Trăng         | 1,737.1                  | 384,399             | 27.321582                          | Thời tiền sử  | —                                                                              | Xoay đồng bộ                                                         | [ 9 ]                       |
|                           | Sao Hỏa              | I (1)        | Phobos            | 111±015                  | 9,380               | 0.319                              | 1877          | Hall                                                                           |                                                                      | [ 10 ] [ 11 ] [ 12 ]        |
|                           | Sao Hỏa              | II (2)       | Deimos            | 62±018                   | 23,460              | 1.262                              | 1877          | Hall                                                                           |                                                                      | [ 10 ] [ 11 ] [ 12 ]        |
|                           | Sao Mộc              | I (1)        | Io                | 18181±01                 | 421,800             | 1.769                              | 1610          | Galileo                                                                        | Nhóm Galilean                                                        | [ 12 ] [ 13 ]               |
|                           | Sao Mộc              | II (2)       | Europa            | 15607±07                 | 671,100             | 3.551                              | 1610          | Galileo                                                                        | Nhóm Galilean                                                        | [ 12 ] [ 13 ]               |
|                           | Sao Mộc              | III (3)      | Ganymede          | 26341±03                 | 1,070,400           | 7.155                              | 1610          | Galileo                                                                        | Nhóm Galilean                                                        | [ 12 ] [ 13 ]               |
|                           | Sao Mộc              | IV (4)       | Callisto          | 24084±03                 | 1,882,700           | 16.69                              | 1610          | Galileo                                                                        | Nhóm Galilean                                                        | [ 12 ] [ 13 ]               |
|                           | Sao Mộc              | V (5)        | Amalthea          | 835±2                    | 181,400             | 0.498                              | 1892          | Barnard                                                                        | Vệ tinh vòng trong (Amalthea)                                        | [ 11 ] [ 12 ] [ 14 ]        |
|                           | Sao Mộc              | VI (6)       | Himalia           | 67±10                    | 11,461,000          | 250.56                             | 1904          | Perrine                                                                        | Vệ tinh dị hình chuyển động thuận (nhóm Himalia)                     | [ 11 ] [ 12 ] [ 16 ]        |
|                           | Sao Mộc              | VII (7)      | Elara             | 43                       | 11,741,000          | 259.64                             | 1905          | Perrine                                                                        | Vệ tinh dị hình chuyển động thuận (nhóm Himalia)                     | [ 11 ] [ 12 ] [ 17 ]        |
|                           | Sao Mộc              | VIII (8)     | Pasiphae          | 30                       | 23,624,000          | 743.63 (r)                         | 1908          | Melotte                                                                        | Vệ tinh dị hình chuyển động nghịch (nhóm Pasiphae)                   | [ 11 ] [ 12 ] [ 18 ]        |
|                           | Sao Mộc              | IX (9)       | Sinope            | 19                       | 23,939,000          | 758.90 (r)                         | 1914          | Nicholson                                                                      | Vệ tinh dị hình chuyển động nghịch (nhóm Pasiphae)                   | [ 11 ] [ 12 ] [ 19 ]        |
|                           | Sao Mộc              | X (10)       | Lysithea          | 18                       | 11,717,000          | 259.20                             | 1938          | Nicholson                                                                      | Vệ tinh dị hình chuyển động thuận (nhóm Himalia)                     | [ 11 ] [ 12 ] [ 20 ]        |
|                           | Sao Mộc              | XI (11)      | Carme             | 23                       | 23,404,000          | 734.17 (r)                         | 1938          | Nicholson                                                                      | Vệ tinh dị hình chuyển động nghịch (nhóm Carme)                      | [ 11 ] [ 12 ] [ 20 ]        |
|                           | Sao Mộc              | XII (12)     | Ananke            | 14                       | 21,276,000          | 629.77 (r)                         | 1951          | Nicholson                                                                      | Vệ tinh dị hình chuyển động nghịch (nhóm Ananke)                     | [ 11 ] [ 12 ] [ 21 ]        |
|                           | Sao Mộc              | XIII (13)    | Leda              | 10                       | 11,165,000          | 240.92                             | 1974          | Kowal                                                                          | Vệ tinh dị hình chuyển động thuận (nhóm Himalia)                     | [ 11 ] [ 12 ] [ 22 ]        |
|                           | Sao Mộc              | XIV (14)     | Thebe             | 493±20                   | 221,900             | 0.675                              | 1979          | Synnott (Voyager 1)                                                            | Vệ tinh vòng trong (Amalthea)                                        | [ 11 ] [ 12 ] [ 23 ]        |
|                           | Sao Mộc              | XV (15)      | Adrastea          | 82±20                    | 129,000             | 0.298                              | 1979          | Jewitt, Danielson (Voyager 1)                                                  | Vệ tinh vòng trong (Amalthea)                                        | [ 11 ] [ 12 ] [ 24 ]        |
|                           | Sao Mộc              | XVI (16)     | Metis             | 215±20                   | 128,000             | 0.295                              | 1979          | Synnott (Voyager 1)                                                            | Vệ tinh vòng trong (Amalthea)                                        | [ 11 ] [ 12 ] [ 25 ]        |
|                           | Sao Mộc              | XVII (17)    | Callirrhoe        | 4.3                      | 24,103,000          | 758.77 (r)                         | 2000          | Scotti, Spahr, McMillan, Larsen, Montani, Gleason, Gehrels                     | Vệ tinh dị hình chuyển động nghịch (nhóm Pasiphae)                   | [ 11 ] [ 12 ] [ 26 ]        |
|                           | Sao Mộc              | XVIII (18)   | Themisto          | 4                        | 7,284,000           | 130.02                             | 1975/2000     | Kowal và Roemer (original); Sheppard, Jewitt, Fernández, Magnier (rediscovery) | Vệ tinh dị hình chuyển động thuận                                    | [ 11 ] [ 12 ] [ 27 ] [ 28 ] |
|                           | Sao Mộc              | XIX (19)     | Megaclite         | 2.7                      | 23,493,000          | 752.86 (r)                         | 2000          | Sheppard, Jewitt, Fernández, Magnier, Dahm, Evans                              | Vệ tinh dị hình chuyển động nghịch (nhóm Pasiphae)                   | [ 11 ] [ 12 ] [ 29 ]        |
|                           | Sao Mộc              | XX (20)      | Taygete           | 2.5                      | 23,280,000          | 732.41 (r)                         | 2000          | Sheppard, Jewitt, Fernández, Magnier, Dahm, Evans                              | Vệ tinh dị hình chuyển động nghịch (nhóm Carme)                      | [ 11 ] [ 12 ] [ 29 ]        |
|                           | Sao Mộc              | XXI (21)     | Chaldene          | 1.9                      | 23,100,000          | 723.72 (r)                         | 2000          | Sheppard, Jewitt, Fernández, Magnier, Dahm, Evans                              | Vệ tinh dị hình chuyển động nghịch (nhóm Carme)                      | [ 11 ] [ 12 ] [ 29 ]        |
|                           | Sao Mộc              | XXII (22)    | Harpalyke         | 2.2                      | 20,858,000          | 623.32 (r)                         | 2000          | Sheppard, Jewitt, Fernández, Magnier, Dahm, Evans                              | Vệ tinh dị hình chuyển động nghịch (nhóm Ananke)                     | [ 11 ] [ 12 ] [ 29 ]        |
|                           | Sao Mộc              | XXIII (23)   | Kalyke            | 2.6                      | 23,483,000          | 742.06 (r)                         | 2000          | Sheppard, Jewitt, Fernández, Magnier, Dahm, Evans                              | Vệ tinh dị hình chuyển động nghịch (nhóm Carme)                      | [ 11 ] [ 12 ] [ 29 ]        |
|                           | Sao Mộc              | XXIV (24)    | Iocaste           | 2.6                      | 21,060,000          | 631.60 (r)                         | 2000          | Sheppard, Jewitt, Fernández, Magnier, Dahm, Evans                              | Vệ tinh dị hình chuyển động nghịch (nhóm Ananke)                     | [ 11 ] [ 12 ] [ 29 ]        |
|                           | Sao Mộc              | XXV (25)     | Erinome           | 1.6                      | 23,196,000          | 728.46 (r)                         | 2000          | Sheppard, Jewitt, Fernández, Magnier, Dahm, Evans                              | Vệ tinh dị hình chuyển động nghịch (nhóm Carme)                      | [ 11 ] [ 12 ] [ 29 ]        |
|                           | Sao Mộc              | XXVI (26)    | Isonoe            | 1.9                      | 23,155,000          | 726.23 (r)                         | 2000          | Sheppard, Jewitt, Fernández, Magnier, Dahm, Evans                              | Vệ tinh dị hình chuyển động nghịch (nhóm Carme)                      | [ 11 ] [ 12 ] [ 29 ]        |
|                           | Sao Mộc              | XXVII (27)   | Praxidike         | 3.4                      | 20,908,000          | 625.39 (r)                         | 2000          | Sheppard, Jewitt, Fernández, Magnier, Dahm, Evans                              | Vệ tinh dị hình chuyển động nghịch (nhóm Ananke)                     | [ 11 ] [ 12 ] [ 29 ]        |
|                           | Sao Mộc              | XXVIII (28)  | Autonoe           | 2                        | 24,046,000          | 760.95 (r)                         | 2001          | Sheppard, Jewitt, Kleyna                                                       | Vệ tinh dị hình chuyển động nghịch (nhóm Pasiphae)                   |                             |
|                           | Sao Mộc              | XXIX (29)    | Thyone            | 2                        | 20,939,000          | 627.21 (r)                         | 2001          | Sheppard, Jewitt, Kleyna                                                       | Vệ tinh dị hình chuyển động nghịch (nhóm Ananke)                     | [ 11 ] [ 12 ] [ 30 ]        |
|                           | Sao Mộc              | XXX (30)     | Hermippe          | 2                        | 21,131,000          | 633.9 (r)                          | 2001          | Sheppard, Jewitt, Kleyna                                                       | Vệ tinh dị hình chuyển động nghịch (nhóm Ananke)                     | [ 11 ] [ 12 ] [ 30 ]        |
|                           | Sao Mộc              | XXXI (31)    | Aitne             | 1.5                      | 23,229,000          | 730.18 (r)                         | 2001          | Sheppard, Jewitt, Kleyna                                                       | Vệ tinh dị hình chuyển động nghịch (nhóm Carme)                      | [ 11 ] [ 12 ] [ 30 ]        |
|                           | Sao Mộc              | XXXII (32)   | Eurydome          | 1.5                      | 22,865,000          | 717.33 (r)                         | 2001          | Sheppard, Jewitt, Kleyna                                                       | Vệ tinh dị hình chuyển động nghịch (nhóm Pasiphae)                   | [ 11 ] [ 12 ] [ 30 ]        |
|                           | Sao Mộc              | XXXIII (33)  | Euanthe           | 1.5                      | 20,797,000          | 620.49 (r)                         | 2001          | Sheppard, Jewitt, Kleyna                                                       | Vệ tinh dị hình chuyển động nghịch (nhóm Ananke)                     | [ 11 ] [ 12 ] [ 30 ]        |
|                           | Sao Mộc              | XXXIV (34)   | Euporie           | 1                        | 19,304,000          | 550.74 (r)                         | 2001          | Sheppard, Jewitt, Kleyna                                                       | Vệ tinh dị hình chuyển động nghịch (nhóm Ananke)                     | [ 11 ] [ 12 ] [ 30 ]        |
|                           | Sao Mộc              | XXXV (35)    | Orthosie          | 1                        | 20,720,000          | 622.56 (r)                         | 2001          | Sheppard, Jewitt, Kleyna                                                       | Vệ tinh dị hình chuyển động nghịch (nhóm Ananke)                     | [ 11 ] [ 12 ] [ 30 ]        |
|                           | Sao Mộc              | XXXVI (36)   | Sponde            | 1                        | 23,487,000          | 748.34 (r)                         | 2001          | Sheppard, Jewitt, Kleyna                                                       | Vệ tinh dị hình chuyển động nghịch (nhóm Pasiphae)                   | [ 11 ] [ 12 ] [ 30 ]        |
|                           | Sao Mộc              | XXXVII (37)  | Kale              | 1                        | 23,217,000          | 729.47 (r)                         | 2001          | Sheppard, Jewitt, Kleyna                                                       | Vệ tinh dị hình chuyển động nghịch (nhóm Carme)                      | [ 11 ] [ 12 ] [ 30 ]        |
|                           | Sao Mộc              | XXXVIII (38) | Pasithee          | 1                        | 23,004,000          | 719.44 (r)                         | 2001          | Sheppard, Jewitt, Kleyna                                                       | Vệ tinh dị hình chuyển động nghịch (nhóm Carme)                      | [ 11 ] [ 12 ] [ 30 ]        |
|                           | Sao Mộc              | XXXIX (39)   | Hegemone          | 1.5                      | 23,577,000          | 739.88 (r)                         | 2003          | Sheppard, Jewitt, Kleyna, Fernández                                            | Vệ tinh dị hình chuyển động nghịch (nhóm Pasiphae)                   | [ 11 ] [ 12 ]               |
|                           | Sao Mộc              | XL (40)      | Mneme             | 1                        | 21,035,000          | 620.04 (r)                         | 2003          | Gladman, Allen                                                                 | Vệ tinh dị hình chuyển động nghịch (nhóm Ananke)                     | [ 11 ] [ 12 ]               |
|                           | Sao Mộc              | XLI (41)     | Aoede             | 2                        | 23,980,000          | 761.50 (r)                         | 2003          | Sheppard, Jewitt, Kleyna, Fernández, Hsieh                                     | Vệ tinh dị hình chuyển động nghịch (nhóm Pasiphae)                   | [ 11 ] [ 12 ]               |
|                           | Sao Mộc              | XLII (42)    | Thelxinoe         | 1                        | 21,164,000          | 628.09 (r)                         | 2003          | Sheppard, Jewitt, Kleyna, Gladman, Kavelaars, Petit, Allen                     | Vệ tinh dị hình chuyển động nghịch (nhóm Ananke)                     | [ 11 ] [ 12 ]               |
|                           | Sao Mộc              | XLIII (43)   | Arche             | 1.5                      | 23,355,000          | 731.95 (r)                         | 2002          | Sheppard, Meech, Hsieh, Tholen, Tonry                                          | Vệ tinh dị hình chuyển động nghịch (nhóm Carme)                      | [ 11 ] [ 12 ] [ 30 ]        |
|                           | Sao Mộc              | XLIV (44)    | Kallichore        | 1                        | 23,288,000          | 728.73 (r)                         | 2003          | Sheppard, Jewitt, Kleyna, Fernández                                            | Vệ tinh dị hình chuyển động nghịch (nhóm Carme)                      | [ 11 ] [ 12 ]               |
|                           | Sao Mộc              | XLV (45)     | Helike            | 2                        | 21,069,000          | 626.32 (r)                         | 2003          | Sheppard, Jewitt, Kleyna, Fernández, Hsieh                                     | Vệ tinh dị hình chuyển động nghịch (nhóm Ananke)                     | [ 11 ] [ 12 ]               |
|                           | Sao Mộc              | XLVI (46)    | Carpo             | 1.5                      | 17,058,000          | 456.30                             | 2003          | Sheppard, Gladman, Kavelaars, Petit, Allen, Jewitt, Kleyna                     | Vệ tinh dị hình chuyển động thuận                                    | [ 11 ] [ 12 ]               |
|                           | Sao Mộc              | XLVII (47)   | Eukelade          | 2                        | 23,328,000          | 730.47 (r)                         | 2003          | Sheppard, Jewitt, Kleyna, Fernández, Hsieh                                     | Vệ tinh dị hình chuyển động nghịch (nhóm Carme)                      | [ 11 ] [ 12 ]               |
|                           | Sao Mộc              | XLVIII (48)  | Cyllene           | 1                        | 23,809,000          | 752 (r)                            | 2003          | Sheppard, Jewitt, Kleyna                                                       | Vệ tinh dị hình chuyển động nghịch (nhóm Pasiphae)                   | [ 11 ] [ 12 ]               |
|                           | Sao Mộc              | XLIX (49)    | Kore              | 1                        | 24,543,000          | 779.17 (r)                         | 2003          | Sheppard, Jewitt, Kleyna                                                       | Vệ tinh dị hình chuyển động nghịch (nhóm Pasiphae)                   | [ 11 ] [ 12 ]               |
|                           | Sao Mộc              | L (50)       | Herse             | 1                        | 22,983,000          | 714.51 (r)                         | 2003          | Gladman, Sheppard, Jewitt, Kleyna, Kavelaars, Petit, Allen                     | Vệ tinh dị hình chuyển động nghịch (nhóm Carme)                      | [ 11 ] [ 12 ]               |
|                           | Sao Mộc              | LI (51)      | S/2010 J 1        | 1                        | 23,314,335          | 723.2 (r)                          | 2010          | Jacobson, Brozović, Gladman, Alexandersen                                      | Vệ tinh dị hình chuyển động nghịch (nhóm Carme)                      | [ 31 ]                      |
|                           | Sao Mộc              | LII (52)     | S/2010 J 2        | 0.5                      | 20,307,150          | 588.1 (r)                          | 2010          | Veillet                                                                        | Vệ tinh dị hình chuyển động nghịch (nhóm Ananke)                     | [ 31 ]                      |
|                           | Sao Mộc              | LIII (53)    | Dia               | 2                        | 12,570,000          | 287.93                             | 2001          | Sheppard, Jewitt, Kleyna, Fernández, Hsieh                                     | Vệ tinh dị hình chuyển động thuận (nhóm Himalia)                     | [ 31 ]                      |
|                           | Sao Mộc              | LIV (54)     | S/2016 J 1        | 3                        | 20,595,480          | 602.7 (r)                          | 2016          | Sheppard                                                                       | Vệ tinh dị hình chuyển động nghịch (nhóm Ananke)                     | [ 31 ]                      |
|                           | Sao Mộc              | LV (55)      | S/2003 J 18       | 1                        | 20,426,000          | 596.58 (r)                         | 2003          | Gladman, Sheppard, Jewitt, Kleyna, Kavelaars, Petit, Allen                     | Vệ tinh dị hình chuyển động nghịch (nhóm Ananke)                     | [ 11 ] [ 12 ]               |
|                           | Sao Mộc              | LVI (56)     | S/2011 J 2        | 0.5                      | 23,329,710          | 726.8 (r)                          | 2011          | Sheppard                                                                       | Vệ tinh dị hình chuyển động nghịch (nhóm Pasiphae)                   | [ 31 ]                      |
|                           | Sao Mộc              | LVII (57)    | Eirene            | 2                        | 23,498,000          | 738.74 (r)                         | 2003          | Sheppard, Jewitt, Kleyna, Fernández, Hsieh                                     | Vệ tinh dị hình chuyển động nghịch (nhóm Carme)                      | [ 11 ] [ 12 ]               |
|                           | Sao Mộc              | LVIII (58)   | Philophrosyne     | 1                        | 22,630,000          | 689.77 (r)                         | 2003          | Sheppard, Jewitt, Kleyna, Fernández                                            | Vệ tinh dị hình chuyển động nghịch (nhóm Pasiphae)                   | [ 11 ] [ 12 ]               |
|                           | Sao Mộc              | LIX (59)     | S/2017 J 1        | 2                        | 23,483,978          | 734.2 (r)                          | 2017          | Sheppard                                                                       | Vệ tinh dị hình chuyển động nghịch (nhóm Pasiphae)                   | [ 31 ]                      |
|                           | Sao Mộc              | LX (60)      | Eupheme           | 1                        | 20,224,000          | 583.88 (r)                         | 2003          | Sheppard, Jewitt, Kleyna, Fernández, Hsieh                                     | Vệ tinh dị hình chuyển động nghịch (nhóm Ananke)                     | [ 11 ] [ 12 ]               |
|                           | Sao Mộc              | LXI (61)     | S/2003 J 19       | 1                        | 23,535,000          | 740.43 (r)                         | 2003          | Gladman, Sheppard, Jewitt, Kleyna, Kavelaars, Petit, Allen                     | Vệ tinh dị hình chuyển động nghịch (nhóm Carme)                      | [ 11 ] [ 12 ]               |
|                           | Sao Mộc              | LXII (62)    | Valetudo          | 0.5                      | 18,928,095          | 532.0                              | 2016          | Sheppard                                                                       | Vệ tinh dị hình chuyển động thuận                                    | [ 31 ]                      |
|                           | Sao Mộc              | LXIII (63)   | S/2017 J 2        | 1                        | 23,240,957          | 723.8 (r)                          | 2017          | Sheppard                                                                       | Vệ tinh dị hình chuyển động nghịch (nhóm Carme)                      | [ 31 ]                      |
|                           | Sao Mộc              | LXIV (64)    | S/2017 J 3        | 1                        | 20,639,315          | 605.8 (r)                          | 2017          | Sheppard                                                                       | Vệ tinh dị hình chuyển động nghịch (nhóm Ananke)                     | [ 31 ]                      |
|                           | Sao Mộc              | LXV (65)     | Pandia            | 1                        | 11,494,801          | 251.8 (r)                          | 2017          | Sheppard                                                                       | Vệ tinh dị hình chuyển động thuận (nhóm Himalia)                     | [ 31 ]                      |
|                           | Sao Mộc              | LXVI (66)    | S/2017 J 5        | 1                        | 23,169,389          | 720.5 (r)                          | 2017          | Sheppard                                                                       | Vệ tinh dị hình chuyển động nghịch (nhóm Carme)                      | [ 31 ]                      |
|                           | Sao Mộc              | LXVII (67)   | S/2017 J 6        | 1                        | 22,394,682          | 684.7 (r)                          | 2017          | Sheppard                                                                       | Vệ tinh dị hình chuyển động nghịch (nhóm Pasiphae)                   | [ 31 ]                      |
|                           | Sao Mộc              | LXVIII (68)  | S/2017 J 7        | 1                        | 20,571,458          | 602.8 (r)                          | 2017          | Sheppard                                                                       | Vệ tinh dị hình chuyển động nghịch (nhóm Ananke)                     | [ 31 ]                      |
|                           | Sao Mộc              | LXIX (69)    | S/2017 J 8        | 0.5                      | 23,174,446          | 720.7 (r)                          | 2017          | Sheppard                                                                       | Vệ tinh dị hình chuyển động nghịch (nhóm Carme)                      | [ 31 ]                      |
|                           | Sao Mộc              | LXX (70)     | S/2017 J 9        | 1                        | 21,429,955          | 640.9 (r)                          | 2017          | Sheppard                                                                       | Vệ tinh dị hình chuyển động nghịch (nhóm Ananke)                     | [ 31 ]                      |
|                           | Sao Mộc              | LXXI (71)    | Ersa              | 1                        | 11,453,004          | 250.4 (r)                          | 2018          | Sheppard                                                                       | Vệ tinh dị hình chuyển động nghịch (nhóm Himalia)                    | [ 31 ]                      |
|                           | Sao Mộc              | LXXII (72)   | S/2011 J 1        | 0.5                      | 20,155,290          | 580.7 (r)                          | 2011          | Sheppard                                                                       | Vệ tinh dị hình chuyển động nghịch (nhóm Carme)                      | [ 31 ]                      |
|                           | Sao Mộc              | —            | S/2003 J 2        | 1                        | 28,455,000          | 981.55 (r)                         | 2003          | Sheppard, Jewitt, Kleyna, Fernández, Hsieh                                     | Vệ tinh dị hình chuyển động nghịch (nhóm Pasiphae?)                  | [ 11 ] [ 12 ]               |
|                           | Sao Mộc              | —            | S/2003 J 4        | 1                        | 23,933,000          | 755.26 (r)                         | 2003          | Sheppard, Jewitt, Kleyna, Fernández, Hsieh                                     | Vệ tinh dị hình chuyển động nghịch (nhóm Pasiphae?)                  | [ 11 ] [ 12 ]               |
|                           | Sao Mộc              | —            | S/2003 J 9        | 0.5                      | 23,388,000          | 733.30 (r)                         | 2003          | Sheppard, Jewitt, Kleyna, Fernández                                            | Vệ tinh dị hình chuyển động nghịch (nhóm Carme)                      | [ 11 ] [ 12 ]               |
|                           | Sao Mộc              | —            | S/2003 J 10       | 1                        | 23,044,000          | 716.25 (r)                         | 2003          | Sheppard, Jewitt, Kleyna, Fernández                                            | Vệ tinh dị hình chuyển động nghịch (nhóm Carme?)                     | [ 11 ] [ 12 ]               |
|                           | Sao Mộc              | —            | S/2003 J 12       | 0.5                      | 17,833,000          | 489.72 (r)                         | 2003          | Sheppard, Jewitt, Kleyna, Fernández                                            | Vệ tinh dị hình chuyển động nghịch (nhóm Ananke?)                    | [ 11 ] [ 12 ]               |
|                           | Sao Mộc              | —            | S/2003 J 16       | 1                        | 20,956,000          | 616.33 (r)                         | 2003          | Gladman, Sheppard, Jewitt, Kleyna, Kavelaars, Petit, Allen                     | Vệ tinh dị hình chuyển động nghịch (nhóm Ananke)                     | [ 11 ] [ 12 ]               |
|                           | Sao Mộc              | —            | S/2003 J 23       | 1                        | 23,566,000          | 732.45 (r)                         | 2004          | Sheppard, Jewitt, Kleyna, Fernández                                            | Vệ tinh dị hình chuyển động nghịch (nhóm Pasiphae?)                  | [ 11 ] [ 12 ]               |
|                           | Sao Thổ              | I (1)        | Mimas             | 1982±04                  | 185,540             | 0.942                              | 1789          | Herschel                                                                       | Nhóm vệ tinh lớn phía trong                                          | [ 11 ] [ 12 ]               |
|                           | Sao Thổ              | II (2)       | Enceladus         | 2523±06                  | 238,040             | 1.370                              | 1789          | Herschel                                                                       | Nhóm vệ tinh lớn phía trong                                          | [ 11 ] [ 12 ]               |
|                           | Sao Thổ              | III (3)      | Tethys            | 5363±15                  | 294,670             | 1.888                              | 1684          | Cassini                                                                        | Nhóm vệ tinh lớn phía trong (Sidera Lodoicea)                        | [ 11 ] [ 12 ]               |
|                           | Sao Thổ              | IV (4)       | Dione             | 5625±15                  | 377,420             | 2.737                              | 1684          | Cassini                                                                        | Nhóm vệ tinh lớn phía trong (Sidera Lodoicea)                        | [ 11 ] [ 12 ]               |
|                           | Sao Thổ              | V (5)        | Rhea              | 7645±20                  | 527,070             | 4.518                              | 1672          | Cassini                                                                        | Nhóm vệ tinh lớn phía trong (Sidera Lodoicea)                        | [ 11 ] [ 12 ]               |
|                           | Sao Thổ              | VI (6)       | Titan             | 25755±20                 | 1,221,870           | 15.95                              | 1655          | Huygens                                                                        | Nhóm vệ tinh lớn phía trong                                          | [ 11 ] [ 12 ]               |
|                           | Sao Thổ              | VII (7)      | Hyperion          | 138.6                    | 1,500,880           | 21.28                              | 1848          | W.Bond, G. Bond, and Lassell                                                   | Nhóm vệ tinh lớn phía trong                                          | [ 11 ] [ 12 ]               |
|                           | Sao Thổ              | VIII (8)     | Iapetus           | 7345±40                  | 3,560,840           | 79.33                              | 1671          | Cassini                                                                        | Nhóm vệ tinh lớn phía trong (Sidera Lodoicea)                        | [ 11 ] [ 12 ]               |
|                           | Sao Thổ              | IX (9)       | Phoebe            | 1066±11                  | 12,947,780          | 550.31 (r)                         | 1899          | Pickering                                                                      | Vệ tinh dị hình chuyển động nghịch (Nhóm Norse)                      | [ 11 ] [ 12 ]               |
|                           | Sao Thổ              | X (10)       | Janus             | 904±30                   | 151,460             | 0.695                              | 1966          | Dollfus; Voyager 1 (confirmed)                                                 | Nhóm cùng quỹ đạo                                                    | [ 11 ] [ 12 ]               |
|                           | Sao Thổ              | XI (11)      | Epimetheus        | 583±31                   | 151,410             | 0.694                              | 1980          | Walker; Voyager 1 (confirmed)                                                  | Nhóm cùng quỹ đạo                                                    | [ 11 ] [ 12 ]               |
|                           | Sao Thổ              | XII (12)     | Helene            | 16±4                     | 377,420             | 2.737                              | 1980          | Laques, Lecacheux                                                              | Vệ tinh trojan                                                       | [ 11 ] [ 12 ]               |
|                           | Sao Thổ              | XIII (13)    | Telesto           | 12±3                     | 294,710             | 1.888                              | 1980          | Smith, Reitsema, Larson, Fountain (Voyager 1)                                  | Vệ tinh trojan                                                       | [ 11 ] [ 12 ]               |
|                           | Sao Thổ              | XIV (14)     | Calypso           | 95±15                    | 294,710             | 1.888                              | 1980          | Pascu, Seidelmann, Baum, Currie                                                | Vệ tinh trojan                                                       | [ 11 ] [ 12 ]               |
|                           | Sao Thổ              | XV (15)      | Atlas             | 153±12                   | 137,670             | 0.602                              | 1980          | Terrile (Voyager 1)                                                            | Inner moon (shepherd)                                                | [ 11 ] [ 12 ]               |
|                           | Sao Thổ              | XVI (16)     | Prometheus        | 468±56                   | 139,380             | 0.613                              | 1980          | Collins (Voyager 1)                                                            | Inner moon (shepherd)                                                | [ 11 ] [ 12 ]               |
|                           | Sao Thổ              | XVII (17)    | Pandora           | 406±45                   | 141,720             | 0.629                              | 1980          | Collins (Voyager 1)                                                            | Inner moon (shepherd)                                                | [ 11 ] [ 12 ]               |
|                           | Sao Thổ              | XVIII (18)   | Pan               | 12.8                     | 133,580             | 0.575                              | 1990          | Showalter (Voyager 2)                                                          | Inner moon (shepherd)                                                | [ 11 ] [ 12 ]               |
|                           | Sao Thổ              | XIX (19)     | Ymir              | 9                        | 23,140,400          | 1,315.58 (r)                       | 2000          | Gladman                                                                        | Vệ tinh dị hình chuyển động nghịch (Nhóm Norse)                      | [ 11 ] [ 12 ]               |
|                           | Sao Thổ              | XX (20)      | Paaliaq           | 11                       | 15,200,000          | 686.95                             | 2000          | Gladman                                                                        | Vệ tinh dị hình chuyển động thuận (nhóm Inuit)                       | [ 11 ] [ 12 ]               |
|                           | Sao Thổ              | XXI (21)     | Tarvos            | 7.5                      | 17,983,000          | 926.23                             | 2000          | Gladman, Kavelaars                                                             | Vệ tinh dị hình chuyển động thuận (nhóm Gallic)                      | [ 11 ] [ 12 ]               |
|                           | Sao Thổ              | XXII (22)    | Ijiraq            | 6                        | 11,124,000          | 451.42                             | 2000          | Gladman, Kavelaars                                                             | Vệ tinh dị hình chuyển động thuận (nhóm Inuit)                       | [ 11 ] [ 12 ]               |
|                           | Sao Thổ              | XXIII (23)   | Suttungr          | 3.5                      | 19,459,000          | 1,016.67 (r)                       | 2000          | Gladman, Kavelaars                                                             | Vệ tinh dị hình chuyển động nghịch (Nhóm Norse)                      | [ 11 ] [ 12 ]               |
|                           | Sao Thổ              | XXIV (24)    | Kiviuq            | 8                        | 11,110,000          | 449.22                             | 2000          | Gladman                                                                        | Vệ tinh dị hình chuyển động thuận (nhóm Inuit)                       | [ 11 ] [ 12 ]               |
|                           | Sao Thổ              | XXV (25)     | Mundilfari        | 3.5                      | 18,628,000          | 952.77 (r)                         | 2000          | Gladman, Kavelaars                                                             | Vệ tinh dị hình chuyển động nghịch (Nhóm Norse)                      | [ 11 ] [ 12 ]               |
|                           | Sao Thổ              | XXVI (26)    | Albiorix          | 16                       | 16,182,000          | 783.45                             | 2000          | Holman, Spahr                                                                  | Vệ tinh dị hình chuyển động thuận (nhóm Gallic)                      | [ 11 ] [ 12 ]               |
|                           | Sao Thổ              | XXVII (27)   | Skathi            | 4                        | 15,540,000          | 728.20 (r)                         | 2000          | Gladman, Kavelaars                                                             | Vệ tinh dị hình chuyển động nghịch (Nhóm Norse)                      | [ 11 ] [ 12 ]               |
|                           | Sao Thổ              | XXVIII (28)  | Erriapus          | 5                        | 17,343,000          | 871.19                             | 2000          | Gladman, Kavelaars                                                             | Vệ tinh dị hình chuyển động thuận (nhóm Gallic)                      | [ 11 ] [ 12 ]               |
|                           | Sao Thổ              | XXIX (29)    | Siarnaq           | 20                       | 18,015,400          | 896.44                             | 2000          | Gladman, Kavelaars                                                             | Vệ tinh dị hình chuyển động thuận (nhóm Inuit)                       | [ 11 ] [ 12 ]               |
|                           | Sao Thổ              | XXX (30)     | Thrymr            | 3.5                      | 20,314,000          | 1,094.11 (r)                       | 2000          | Gladman, Kavelaars                                                             | Vệ tinh dị hình chuyển động nghịch (Nhóm Norse)                      | [ 11 ] [ 12 ]               |
|                           | Sao Thổ              | XXXI (31)    | Narvi             | 3.5                      | 19,007,000          | 1,003.86 (r)                       | 2003          | Sheppard, Jewitt, Kleyna                                                       | Vệ tinh dị hình chuyển động nghịch (Nhóm Norse)                      | [ 11 ] [ 12 ]               |
|                           | Sao Thổ              | XXXII (32)   | Methone           | 1.6                      | 194,440             | 1.010                              | 2004          | Porco, Charnoz, Brahic, Dones (Cassini–Huygens)                                | Alkyonide moon                                                       | [ 12 ]                      |
|                           | Sao Thổ              | XXXIII (33)  | Pallene           | 2                        | 212,280             | 1.154                              | 2004          | Gordon, Murray, Beurle, et al. (Cassini–Huygens)                               | Alkyonide moon                                                       | [ 12 ]                      |
|                           | Sao Thổ              | XXXIV (34)   | Polydeuces        | 1.25                     | 377,200             | 2.737                              | 2004          | Porco et al. (Cassini–Huygens)                                                 | Vệ tinh trojan                                                       | [ 12 ]                      |
|                           | Sao Thổ              | XXXV (35)    | Daphnis           | 38±08                    | 136,500             | 0.594                              | 2005          | Porco et al. (Cassini–Huygens)                                                 | Inner moon (shepherd)                                                | [ 12 ]                      |
|                           | Sao Thổ              | XXXVI (36)   | Aegir             | 3                        | 20,751,000          | 1,117.52 (r)                       | 2004          | Sheppard, Jewitt, Kleyna, Marsden                                              | Vệ tinh dị hình chuyển động nghịch (Nhóm Norse)                      | [ 11 ] [ 12 ]               |
|                           | Sao Thổ              | XXXVII (37)  | Bebhionn          | 3                        | 17,119,000          | 834.84                             | 2004          | Sheppard, Jewitt, Kleyna, Marsden                                              | Vệ tinh dị hình chuyển động thuận (nhóm Gallic)                      | [ 11 ] [ 12 ]               |
|                           | Sao Thổ              | XXXVIII (38) | Bergelmir         | 3                        | 19,336,000          | 1,005.74 (r)                       | 2004          | Sheppard, Jewitt, Kleyna, Marsden                                              | Vệ tinh dị hình chuyển động nghịch (Nhóm Norse)                      | [ 11 ] [ 12 ]               |
|                           | Sao Thổ              | XXXIX (39)   | Bestla            | 3.5                      | 20,192,000          | 1,088.72 (r)                       | 2004          | Sheppard, Jewitt, Kleyna, Marsden                                              | Vệ tinh dị hình chuyển động nghịch (Nhóm Norse)                      | [ 11 ] [ 12 ]               |
|                           | Sao Thổ              | XL (40)      | Farbauti          | 2.5                      | 20,377,000          | 1,085.55 (r)                       | 2004          | Sheppard, Jewitt, Kleyna, Marsden                                              | Vệ tinh dị hình chuyển động nghịch (Nhóm Norse)                      | [ 11 ] [ 12 ]               |
|                           | Sao Thổ              | XLI (41)     | Fenrir            | 2                        | 22,454,000          | 1,260.35 (r)                       | 2004          | Sheppard, Jewitt, Kleyna, Marsden                                              | Vệ tinh dị hình chuyển động nghịch (Nhóm Norse)                      | [ 11 ] [ 12 ]               |
|                           | Sao Thổ              | XLII (42)    | Fornjot           | 3                        | 25,146,000          | 1,494.2 (r)                        | 2004          | Sheppard, Jewitt, Kleyna, Marsden                                              | Vệ tinh dị hình chuyển động nghịch (Nhóm Norse)                      | [ 11 ] [ 12 ]               |
|                           | Sao Thổ              | XLIII (43)   | Hati              | 3                        | 19,846,000          | 1,038.61 (r)                       | 2004          | Sheppard, Jewitt, Kleyna, Marsden                                              | Vệ tinh dị hình chuyển động nghịch (Nhóm Norse)                      | [ 11 ] [ 12 ]               |
|                           | Sao Thổ              | XLIV (44)    | Hyrrokkin         | 4                        | 18,437,000          | 931.86 (r)                         | 2006          | Sheppard, Jewitt, Kleyna                                                       | Vệ tinh dị hình chuyển động nghịch (Nhóm Norse)                      | [ 12 ]                      |
|                           | Sao Thổ              | XLV (45)     | Kari              | 3.5                      | 22,089,000          | 1,230.97 (r)                       | 2006          | Sheppard, Jewitt, Kleyna                                                       | Vệ tinh dị hình chuyển động nghịch (Nhóm Norse)                      | [ 12 ]                      |
|                           | Sao Thổ              | XLVI (46)    | Loge              | 3                        | 23,058,000          | 1,311.36 (r)                       | 2006          | Sheppard, Jewitt, Kleyna                                                       | Vệ tinh dị hình chuyển động nghịch (Nhóm Norse)                      | [ 12 ]                      |
|                           | Sao Thổ              | XLVII (47)   | Skoll             | 3                        | 17,665,000          | 878.29 (r)                         | 2006          | Sheppard, Jewitt, Kleyna                                                       | Vệ tinh dị hình chuyển động nghịch (Nhóm Norse)                      | [ 12 ]                      |
|                           | Sao Thổ              | XLVIII (48)  | Surtur            | 3                        | 22,704,000          | 1,297.36 (r)                       | 2006          | Sheppard, Jewitt, Kleyna                                                       | Vệ tinh dị hình chuyển động nghịch (Nhóm Norse)                      | [ 12 ]                      |
|                           | Sao Thổ              | XLIX (49)    | Anthe             | 1                        | 197,700             | 1.0365                             | 2007          | Porco et al. (Cassini–Huygens)                                                 | Alkyonide moon                                                       | [ 32 ]                      |
|                           | Sao Thổ              | L (50)       | Jarnsaxa          | 3                        | 18,811,000          | 964.74 (r)                         | 2006          | Sheppard, Jewitt, Kleyna                                                       | Vệ tinh dị hình chuyển động nghịch (Nhóm Norse)                      | [ 12 ]                      |
|                           | Sao Thổ              | LI (51)      | Greip             | 3                        | 18,206,000          | 921.19 (r)                         | 2006          | Sheppard, Jewitt, Kleyna                                                       | Vệ tinh dị hình chuyển động nghịch (Nhóm Norse)                      | [ 12 ]                      |
|                           | Sao Thổ              | LII (52)     | Tarqeq            | 3.5                      | 18,009,000          | 887.48                             | 2007          | Sheppard, Jewitt, Kleyna                                                       | Vệ tinh dị hình chuyển động thuận (nhóm Inuit)                       | [ 12 ]                      |
|                           | Sao Thổ              | LIII (53)    | Aegaeon           | 0.33                     | 167,500             | 0.808                              | 2008          | Cassini Imaging Science Team Cassini–Huygens                                   | G-ring moonlet                                                       | [ 33 ] [ 34 ]               |
|                           | Sao Thổ              | —            | S/2004 S 7        | 3                        | 20,999,000          | 1,140.24 (r)                       | 2004          | Sheppard, Jewitt, Kleyna, Marsden                                              | Vệ tinh dị hình chuyển động nghịch (Nhóm Norse?)                     | [ 11 ] [ 12 ]               |
|                           | Sao Thổ              | —            | S/2004 S 12       | 2.5                      | 19,878,000          | 1,046.19 (r)                       | 2004          | Sheppard, Jewitt, Kleyna, Marsden                                              | Vệ tinh dị hình chuyển động nghịch (Nhóm Norse?)                     | [ 11 ] [ 12 ]               |
|                           | Sao Thổ              | —            | S/2004 S 13       | 3                        | 18,404,000          | 933.48 (r)                         | 2004          | Sheppard, Jewitt, Kleyna, Marsden                                              | Vệ tinh dị hình chuyển động nghịch (Nhóm Norse?)                     | [ 11 ] [ 12 ]               |
|                           | Sao Thổ              | —            | S/2004 S 17       | 2                        | 19,447,000          | 1,014.70 (r)                       | 2004          | Sheppard, Jewitt, Kleyna, Marsden                                              | Vệ tinh dị hình chuyển động nghịch (Nhóm Norse?)                     | [ 11 ] [ 12 ]               |
|                           | Sao Thổ              | —            | S/2006 S 1        | 3                        | 18,790,000          | 963.37 (r)                         | 2006          | Sheppard, Jewitt, Kleyna                                                       | Vệ tinh dị hình chuyển động nghịch (Nhóm Norse?)                     | [ 12 ]                      |
|                           | Sao Thổ              | —            | S/2006 S 3        | 3                        | 22,096,000          | 1,227.21 (r)                       | 2006          | Sheppard, Jewitt, Kleyna                                                       | Vệ tinh dị hình chuyển động nghịch (Nhóm Norse?)                     | [ 12 ]                      |
|                           | Sao Thổ              | —            | S/2007 S 2        | 3                        | 16,725,000          | 808.08 (r)                         | 2007          | Sheppard, Jewitt, Kleyna                                                       | Vệ tinh dị hình chuyển động nghịch (Nhóm Norse?)                     | [ 12 ]                      |
|                           | Sao Thổ              | —            | S/2007 S 3        | 3                        | 18,975,000          | 977.8 (r)                          | 2007          | Sheppard, Jewitt, Kleyna                                                       | Vệ tinh dị hình chuyển động nghịch (Nhóm Norse?)                     | [ 12 ]                      |
|                           | Sao Thổ              | —            | S/2009 S 1        | 0.15                     | 117,000             | 0.471                              | 2009          | Cassini Imaging Science Team Cassini–Huygens                                   | B-ring moonlet                                                       | [ 35 ]                      |
|                           | Sao Thổ              | —            | S/2004 S 20       | 3                        | 19,418,000          | 1,010.55 (r)                       | 2019          | Sheppard, Jewitt, Kleyna                                                       | Vệ tinh dị hình chuyển động nghịch (Nhóm Norse?)                     | [ 36 ]                      |
|                           | Sao Thổ              | —            | S/2004 S 21       | 3                        | 22,645,000          | 1,272.61 (r)                       | 2019          | Sheppard, Jewitt, Kleyna                                                       | Vệ tinh dị hình chuyển động nghịch (Nhóm Norse?)                     | [ 37 ]                      |
|                           | Sao Thổ              | —            | S/2004 S 22       | 3                        | 20,636,000          | 1,107.13 (r)                       | 2019          | Sheppard, Jewitt, Kleyna                                                       | Vệ tinh dị hình chuyển động nghịch (Nhóm Norse?)                     | [ 38 ]                      |
|                           | Sao Thổ              | —            | S/2004 S 23       | 4                        | 21,163,000          | 1,149.82 (r)                       | 2019          | Sheppard, Jewitt, Kleyna                                                       | Vệ tinh dị hình chuyển động nghịch (Nhóm Norse?)                     | [ 39 ]                      |
|                           | Sao Thổ              | —            | S/2004 S 24       | 3                        | 22,901,000          | 1,294.25                           | 2019          | Sheppard, Jewitt, Kleyna, Marsden                                              | Vệ tinh dị hình chuyển động thuận (không rõ nhóm, có thể là Gallic?) | [ 40 ]                      |
|                           | Sao Thổ              | —            | S/2004 S 25       | 4                        | 21,174,000          | 1,150.69 (r)                       | 2019          | Sheppard, Jewitt, Kleyna                                                       | Vệ tinh dị hình chuyển động nghịch (Nhóm Norse?)                     | [ 41 ]                      |
|                           | Sao Thổ              | —            | S/2004 S 26       | 4                        | 26,676,000          | 1,627.18 (r)                       | 2019          | Sheppard, Jewitt, Kleyna, Marsden                                              | Vệ tinh dị hình chuyển động nghịch (Nhóm Norse?)                     | [ 42 ]                      |
|                           | Sao Thổ              | —            | S/2004 S 27       | 6                        | 19,976,000          | 1,054.45 (r)                       | 2019          | Sheppard, Jewitt, Kleyna, Marsden, Jacobson                                    | Vệ tinh dị hình chuyển động nghịch (Nhóm Norse?)                     | [ 43 ]                      |
|                           | Sao Thổ              | —            | S/2004 S 28       | 4                        | 22,020,000          | 1,220.31 (r)                       | 2019          | Sheppard, Jewitt, Kleyna, Marsden                                              | Vệ tinh dị hình chuyển động nghịch (Nhóm Norse?)                     | [ 44 ]                      |
|                           | Sao Thổ              | —            | S/2004 S 29       | 4                        | 16,981,000          | 826.44                             | 2019          | Sheppard, Jewitt, Kleyna, Marsden                                              | Vệ tinh dị hình chuyển động thuận (nhóm Inuit)                       | [ 45 ]                      |
|                           | Sao Thổ              | —            | S/2004 S 30       | 3                        | 20,396,000          | 1,087.84 (r)                       | 2019          | Sheppard, Jewitt, Kleyna                                                       | Vệ tinh dị hình chuyển động nghịch (Nhóm Norse?)                     | [ 46 ]                      |
|                           | Sao Thổ              | —            | S/2004 S 31       | 4                        | 17,568,000          | 869.65                             | 2019          | Sheppard, Jewitt, Kleyna, Marsden                                              | Vệ tinh dị hình chuyển động thuận (nhóm Inuit)                       | [ 47 ]                      |
|                           | Sao Thổ              | —            | S/2004 S 32       | 4                        | 21,214,000          | 1,153.96 (r)                       | 2019          | Sheppard, Jewitt, Kleyna                                                       | Vệ tinh dị hình chuyển động nghịch (Nhóm Norse?)                     | [ 48 ]                      |
|                           | Sao Thổ              | —            | S/2004 S 33       | 4                        | 24,168,000          | 1,403.18 (r)                       | 2019          | Sheppard, Jewitt, Kleyna                                                       | Vệ tinh dị hình chuyển động nghịch (Nhóm Norse?)                     | [ 49 ]                      |
|                           | Sao Thổ              | —            | S/2004 S 34       | 3                        | 24,299,000          | 1,414.59 (r)                       | 2019          | Sheppard, Jewitt, Kleyna                                                       | Vệ tinh dị hình chuyển động nghịch (Nhóm Norse?)                     | [ 50 ]                      |
|                           | Sao Thổ              | —            | S/2004 S 35       | 6                        | 22,412,000          | 1,253.08 (r)                       | 2019          | Sheppard, Jewitt, Kleyna, Marsden                                              | Vệ tinh dị hình chuyển động nghịch (Nhóm Norse?)                     | [ 51 ]                      |
|                           | Sao Thổ              | —            | S/2004 S 36       | 3                        | 23,192,000          | 1,319.07 (r)                       | 2019          | Sheppard, Jewitt, Kleyna                                                       | Vệ tinh dị hình chuyển động nghịch (Nhóm Norse?)                     | [ 52 ]                      |
|                           | Sao Thổ              | —            | S/2004 S 37       | 4                        | 15,892,000          | 748.18 (r)                         | 2019          | Sheppard, Jewitt, Kleyna                                                       | Vệ tinh dị hình chuyển động nghịch (Nhóm Norse?)                     | [ 53 ]                      |
|                           | Sao Thổ              | —            | S/2004 S 38       | 4                        | 21,908,000          | 1,211.02 (r)                       | 2019          | Sheppard, Jewitt, Kleyna                                                       | Vệ tinh dị hình chuyển động nghịch (Nhóm Norse?)                     | [ 54 ]                      |
|                           | Sao Thổ              | —            | S/2004 S 39       | 3                        | 23,575,000          | 1,351.83 (r)                       | 2019          | Sheppard, Jewitt, Kleyna                                                       | Vệ tinh dị hình chuyển động nghịch (Nhóm Norse?)                     | [ 55 ]                      |
|                           | Sao Thiên Vương      | I (1)        | Ariel             | 5789±06                  | 190,900             | 2.520                              | 1851          | Lassell                                                                        | Nhóm vệ tinh chính                                                   | [ 11 ] [ 12 ]               |
|                           | Sao Thiên Vương      | II (2)       | Umbriel           | 5847±28                  | 266,000             | 4.144                              | 1851          | Lassell                                                                        | Nhóm vệ tinh chính                                                   | [ 11 ] [ 12 ]               |
|                           | Sao Thiên Vương      | III (3)      | Titania           | 7889±18                  | 436,300             | 8.706                              | 1787          | Herschel                                                                       | Nhóm vệ tinh chính                                                   | [ 11 ] [ 12 ]               |
|                           | Sao Thiên Vương      | IV (4)       | Oberon            | 7614±26                  | 583,500             | 13.46                              | 1787          | Herschel                                                                       | Nhóm vệ tinh chính                                                   | [ 11 ] [ 12 ]               |
|                           | Sao Thiên Vương      | V (5)        | Miranda           | 2358±07                  | 129,900             | 1.413                              | 1948          | Kuiper                                                                         | Nhóm vệ tinh chính                                                   | [ 11 ] [ 12 ]               |
|                           | Sao Thiên Vương      | VI (6)       | Cordelia          | 201±3                    | 49,800              | 0.335                              | 1986          | Terrile (Voyager 2)                                                            | Vệ tinh vòng trong                                                   | [ 11 ] [ 12 ]               |
|                           | Sao Thiên Vương      | VII (7)      | Ophelia           | 214±4                    | 53,800              | 0.376                              | 1986          | Terrile (Voyager 2)                                                            | Vệ tinh vòng trong                                                   | [ 11 ] [ 12 ]               |
|                           | Sao Thiên Vương      | VIII (8)     | Bianca            | 257±2                    | 59,200              | 0.435                              | 1986          | Smith (Voyager 2)                                                              | Vệ tinh vòng trong                                                   | [ 11 ] [ 12 ]               |
|                           | Sao Thiên Vương      | IX (9)       | Cressida          | 398±2                    | 61,800              | 0.464                              | 1986          | Synnott (Voyager 2)                                                            | Vệ tinh vòng trong                                                   | [ 11 ] [ 12 ]               |
|                           | Sao Thiên Vương      | X (10)       | Desdemona         | 32±4                     | 62,700              | 0.474                              | 1986          | Synnott (Voyager 2)                                                            | Vệ tinh vòng trong                                                   | [ 11 ] [ 12 ]               |
|                           | Sao Thiên Vương      | XI (11)      | Juliet            | 468±4                    | 64,400              | 0.493                              | 1986          | Synnott (Voyager 2)                                                            | Vệ tinh vòng trong                                                   | [ 11 ] [ 12 ]               |
|                           | Sao Thiên Vương      | XII (12)     | Portia            | 676±40                   | 66,100              | 0.513                              | 1986          | Synnott (Voyager 2)                                                            | Vệ tinh vòng trong                                                   | [ 11 ] [ 12 ]               |
|                           | Sao Thiên Vương      | XIII (13)    | Rosalind          | 36±6                     | 69,900              | 0.558                              | 1986          | Synnott (Voyager 2)                                                            | Vệ tinh vòng trong                                                   | [ 11 ] [ 12 ]               |
|                           | Sao Thiên Vương      | XIV (14)     | Belinda           | 403±8                    | 75,300              | 0.624                              | 1986          | Synnott (Voyager 2)                                                            | Vệ tinh vòng trong                                                   | [ 11 ] [ 12 ]               |
|                           | Sao Thiên Vương      | XV (15)      | Puck              | 81±2                     | 86,000              | 0.762                              | 1985          | Synnott (Voyager 2)                                                            | Vệ tinh vòng trong                                                   | [ 11 ] [ 12 ]               |
|                           | Sao Thiên Vương      | XVI (16)     | Caliban           | 21                       | 7,231,100           | 579.73 (r)                         | 1997          | Gladman, Nicholson, Burns, Kavelaars                                           | Vệ tinh dị hình chuyển động nghịch                                   | [ 12 ] [ 56 ]               |
|                           | Sao Thiên Vương      | XVII (17)    | Sycorax           | 78.5                     | 12,179,400          | 1,288.38 (r)                       | 1997          | Gladman, Nicholson, Burns, Kavelaars                                           | Vệ tinh dị hình chuyển động nghịch                                   | [ 12 ] [ 56 ]               |
|                           | Sao Thiên Vương      | XVIII (18)   | Prospero          | 25                       | 16,256,000          | 1,978.29 (r)                       | 1999          | Gladman, Holman, Kavelaars, Petit, Scholl                                      | Vệ tinh dị hình chuyển động nghịch                                   | [ 11 ] [ 12 ]               |
|                           | Sao Thiên Vương      | XIX (19)     | Setebos           | 24                       | 17,418,000          | 2,225.21 (r)                       | 1999          | Gladman, Holman, Kavelaars, Petit, Scholl                                      | Vệ tinh dị hình chuyển động nghịch                                   | [ 11 ] [ 12 ]               |
|                           | Sao Thiên Vương      | XX (20)      | Stephano          | 10                       | 8,004,000           | 677.36 (r)                         | 1999          | Gladman, Holman, Kavelaars, Petit, Scholl                                      | Vệ tinh dị hình chuyển động nghịch                                   | [ 11 ] [ 12 ]               |
|                           | Sao Thiên Vương      | XXI (21)     | Trinculo          | 9                        | 8,504,000           | 749.24 (r)                         | 2001          | Holman, Kavelaars, Milisavljevic                                               | Vệ tinh dị hình chuyển động nghịch                                   | [ 11 ] [ 12 ]               |
|                           | Sao Thiên Vương      | XXII (22)    | Francisco         | 6                        | 4,276,000           | 266.56 (r)                         | 2001          | Holman, Kavelaars, Milisavljevic, Gladman                                      | Vệ tinh dị hình chuyển động nghịch                                   | [ 11 ] [ 12 ]               |
|                           | Sao Thiên Vương      | XXIII (23)   | Margaret          | 5.5                      | 14,345,000          | 1,687.01                           | 2003          | Sheppard, Jewitt                                                               | Vệ tinh dị hình chuyển động thuận                                    | [ 11 ] [ 12 ]               |
| style="background:black;" | Sao Thiên Vương      | XXIV (24)    | Ferdinand         | 6                        | 20,901,000          | 2,887.21 (r)                       | 2001          | Holman, Kavelaars, Milisavljevic, et al.                                       | Vệ tinh dị hình chuyển động nghịch                                   | [ 11 ] [ 12 ]               |
|                           | Sao Thiên Vương      | XXV (25)     | Perdita           | 15                       | 76,417              | 0.638                              | 1986          | Karkoschka (Voyager 2)                                                         | Vệ tinh vòng trong                                                   | [ 12 ]                      |
|                           | Sao Thiên Vương      | XXVI (26)    | Mab               | 6                        | 97,736              | 0.923                              | 2003          | Showalter, Lissauer                                                            | Vệ tinh vòng trong                                                   | [ 12 ]                      |
|                           | Sao Thiên Vương      | XXVII (27)   | Cupid             | 9                        | 74,392              | 0.613                              | 2003          | Showalter, Lissauer                                                            | Vệ tinh vòng trong                                                   | [ 12 ]                      |
|                           | Sao Hải Vương        | I (1)        | Triton            | 13534±09                 | 354,800             | 5.877 (r)                          | 1846          | Lassell                                                                        | Vệ tinh dị hình chuyển động nghịch                                   | [ 11 ] [ 12 ]               |
|                           | Sao Hải Vương        | II (2)       | Nereid            | 1785±65                  | 5,513,820           | 360.14                             | 1949          | Kuiper                                                                         | Vệ tinh dị hình chuyển động thuận                                    | [ 12 ] [ 57 ]               |
|                           | Sao Hải Vương        | III (3)      | Naiad             | 33±3                     | 48,224              | 0.294                              | 1989          | Terrile (Voyager 2)                                                            | Vệ tinh vòng trong                                                   | [ 11 ] [ 12 ]               |
|                           | Sao Hải Vương        | IV (4)       | Thalassa          | 41±3                     | 50,075              | 0.311                              | 1989          | Terrile (Voyager 2)                                                            | Vệ tinh vòng trong                                                   | [ 11 ] [ 12 ]               |
|                           | Sao Hải Vương        | V (5)        | Despina           | 75±3                     | 52,526              | 0.335                              | 1989          | Synnott (Voyager 2)                                                            | Vệ tinh vòng trong                                                   | [ 11 ] [ 12 ]               |
|                           | Sao Hải Vương        | VI (6)       | Galatea           | 88±4                     | 61,953              | 0.429                              | 1989          | Synnott (Voyager 2)                                                            | Vệ tinh vòng trong                                                   | [ 11 ] [ 12 ]               |
|                           | Sao Hải Vương        | VII (7)      | Larissa           | 97±3                     | 73,548              | 0.555                              | 1982          | Reitsema, Hubbard, Lebofsky, Tholen (Voyager 2)                                | Vệ tinh vòng trong                                                   | [ 11 ] [ 12 ]               |
|                           | Sao Hải Vương        | VIII (8)     | Proteus           | 210±7                    | 117,647             | 1.122                              | 1989          | Synnott (Voyager 2)                                                            | Vệ tinh vòng trong                                                   | [ 11 ] [ 12 ]               |
|                           | Sao Hải Vương        | IX (9)       | Halimede          | 31                       | 15,728,000          | 1,879.71 (r)                       | 2002          | Holman, Kavelaars, Grav, Fraser, Milisavljevic                                 | Vệ tinh dị hình chuyển động nghịch                                   | [ 11 ] [ 12 ]               |
|                           | Sao Hải Vương        | X (10)       | Psamathe          | 20                       | 46,695,000          | 9,115.91 (r)                       | 2003          | Jewitt, Kleyna, Sheppard, Holman, Kavelaars                                    | Vệ tinh dị hình chuyển động nghịch                                   | [ 11 ] [ 12 ]               |
|                           | Sao Hải Vương        | XI (11)      | Sao               | 22                       | 22,422,000          | 2,914.07                           | 2002          | Holman, Kavelaars, Grav, Fraser, Milisavljevic                                 | Vệ tinh dị hình chuyển động thuận                                    | [ 11 ] [ 12 ]               |
|                           | Sao Hải Vương        | XII (12)     | Laomedeia         | 21                       | 23,571,000          | 3,167.85                           | 2002          | Holman, Kavelaars, Grav, Fraser, Milisavljevic                                 | Vệ tinh dị hình chuyển động thuận                                    | [ 11 ] [ 12 ]               |
|                           | Sao Hải Vương        | XIII (13)    | Neso              | 30                       | 48,387,000          | 9,373.99 (r)                       | 2002          | Holman, Kavelaars, Grav, Fraser, Milisavljevic                                 | Vệ tinh dị hình chuyển động nghịch                                   | [ 11 ] [ 12 ]               |
|                           | Sao Hải Vương        | XIV (14)     | Hippocamp         | 17.4                     | 105,283             | 0.9362                             | 2013          | Showalter et al.                                                               | Vệ tinh vòng trong                                                   | [ 58 ]                      |
|                           | 90482 Orcus          | I (1)        | Vanth             | 221±5                    | 9000±9              | 9.539                              | 2005          | Brown & Suer                                                                   | Xoay đồng bộ                                                         | [ 59 ]                      |
|                           | Sao Diêm Vương       | I (1)        | Charon            | 606±05                   | 19,591              | 6.387                              | 1978          | Christy                                                                        | Xoay đồng bộ                                                         | [ 11 ] [ 12 ]               |
|                           | Sao Diêm Vương       | II (2)       | Nix               | 23±2                     | 48,671              | 24.85                              | 2005          | Weaver, Stern, Buie, et al.                                                    | Xoay hỗn loạn                                                        | [ 11 ] [ 12 ]               |
|                           | Sao Diêm Vương       | III (3)      | Hydra             | 305±40                   | 64,698              | 38.20                              | 2005          | Weaver, Stern, Buie, et al.                                                    | Xoay hỗn loạn                                                        | [ 11 ] [ 12 ]               |
|                           | Sao Diêm Vương       | IV (4)       | Kerberos          | 14                       | 57,729              | 32.17                              | 2011          | Showalter (Hubble)                                                             | Xoay hỗn loạn                                                        | [ 11 ] [ 12 ] [ 60 ] [ 61 ] |
|                           | Sao Diêm Vương       | V (5)        | Styx              | 10                       | 42,393              | 20.16                              | 2012          | Showalter (Hubble)                                                             | Xoay hỗn loạn                                                        | [ 11 ] [ 12 ] [ 62 ]        |
|                           | 120347 Salacia       | I (1)        | Actaea            | 142±5                    | 5724±27             | 5.494                              | 2006          | Noll et al.                                                                    |                                                                      | [ 59 ]                      |
|                           | Haumea               | I (1)        | Hiʻiaka           | ~160                     | 49,880              | 49.12                              | 2005          | Brown et al.                                                                   |                                                                      | [ 63 ] [ 64 ] [ 65 ]        |
| Haumea                    | II (2)               | Namaka       | ~85               | 25,657                   | 18.2783             | 2005                               | Brown et al.  |                                                                                | [ 63 ] [ 64 ] [ 65 ]                                                 |                             |
|                           | 50000 Quaoar         | I (1)        | Weywot            | ~85                      | 14500±800           | 12.438                             | 2007          | Brown                                                                          |                                                                      | [ 66 ]                      |
|                           | Makemake             | —            | S/2015 (136472) 1 | ~87.5                    | >21,000             | >12.4                              | 2016          | Parker et al.                                                                  |                                                                      | [ 67 ] [ 68 ]               |
|                           | Varda                | I (1)        | Ilmarë            | 180±20                   | 4809±39             | 5.751                              | 2009          | Noll et al.                                                                    |                                                                      | [ 69 ]                      |
|                           | Gonggong             | I (1)        | Xiangliu          | < 50                     | 24020±200           | 25221                              | 2010          | Marton, Kiss & Müller                                                          | assuming a prograde orbit                                            | [ 70 ]                      |
|                           | Eris                 | I (1)        | Dysnomia          | 350±60                   | 37370±150           | 15.774                             | 2005          | Brown, Rabinowitz, Trujillo et al.                                             | SDO moon                                                             | [ 71 ] [ 72 ] [ 73 ]        |